# Federico Jusid

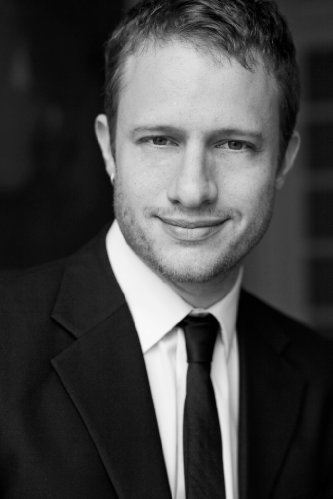
Federico jusid (2014)

Juan Federico Jusid  (* 23. April 1973 in Buenos Aires) ist ein argentinischer Komponist.

## Biografie
Juan Federico Jusid ist der Sohn des Regisseurs Juan José Jusid und der Schauspielerin Luisina Brando. Im Alter von sieben Jahren erlernte er das Klavierspielen. Er studierte am Conservatorio Nacional Superior de Música in Buenos Aires, an der Manhattan School of Music in New York City, am New England Conservatory of Music in Boston und mit einem Stipendium am Königlichen Konservatorium Brüssel. Neben dem Komponieren von Kammermusiken, Sinfonien und Chormusik war Jusid auch für die Musik von Werbespots und seit Ende der 1990er Jahre auch für Filme wie In ihren Augen, I Want to Be a Soldier und Das verborgene Gesicht verantwortlich.

## Filmografie (Auswahl)
- 2006: Der Leibwächter (El custodio)
- 2007: Logic Room – Der Tod ist unberechenbar (La habitación de Fermat)
- 2009: In ihren Augen (El secreto de sus ojos)
- 2010: I Want to Be a Soldier (De mayor quiero ser soldado)
- 2011: Das verborgene Gesicht (La cara oculta)
- 2012: Jeder hat einen Plan (Todos tenemos un plan)
- 2014: Tod in Sevilla (La ignorancia de la sangre)
- 2016: Ruf der Macht – Im Sumpf der Korruption (Misconduct)
- 2016: Tini: Violettas Zukunft (Tini: El gran cambio de Violetta)
- 2017: Black Butterfly: Der Mörder in mir (Black Butterfly)
- 2017: Loving Pablo
- 2017: Orbiter 9 – Das letzte Experiment (Órbita 9)
- 2018: Die Kathedrale des Meeres (La catedral del mar, Miniserie, 8 Folgen)
- 2018: Unten am Fluss (Watership Down, Miniserie, 4 Folgen)
- 2022: Santa Evita (Miniserie, 7 Folgen)
- 2022: The English (Miniserie, 6 Folgen)
- 2023: Cerrar los ojos
- 2023: Culpa Mia – Meine Schuld (Culpa mía)
- 2024: Ein Gentleman in Moskau (A Gentleman in Moscow, Miniserie)
- seit 2024: A Thousand Blows (Fernsehserie)
- 2024: Der Pinguin meines Lebens (The Penguin Lessons)